# Gmina Ørbæk
Gmina Ørbæk (duń. Ørbæk Kommune) była w latach 1970-2006 (włącznie) jedną z gmin w Danii w okręgu Fionii (Fyns Amt). 
Siedzibą władz gminy było miasto Ørbæk. 
Gmina Ørbæk została utworzona 1 kwietnia 1970 na mocy reformy podziału administracyjnego Danii. Po kolejnej reformie w 2007 r. weszła w skład gminy Nyborg.

## Dane liczbowe
- Liczba ludności: (♀ 3478 + ♂ 3408) = 6886
  - wiek 0-6: 8,8%
  - wiek 7-16: 15,2%
  - wiek 17-66: 61,7%
  - wiek 67+: 14,3%
- zagęszczenie ludności: 49,9 osób/km² (2004)
- bezrobocie: 5,7% osób w wieku 17-66 lat
- cudzoziemcy z UE, Skandynawii i USA: 84 na 10 000 osób
- cudzoziemcy z krajów Trzeciego Świata: 97 na 10 000 osób
- liczba szkół podstawowych: 4 (liczba klas: 41)